# Alessandro Zanoli
Alessandro Zanoli (Carpi, Módena, Italia, 3 de octubre de 2000) es un futbolista italiano. Juega de defensa y su equipo es la S. S. C. Napoli de la Serie A.

## Trayectoria

### Comienzos
Se formó en la cantera del Carpi, club de su ciudad natal. En 2018, fue cedido al equipo primavera del Napoli, que adquirió su pase en julio de 2019. Con los napolitanos participó en la Liga Juvenil de la UEFA, disputando tres partidos en la temporada 2018-19. En el 2020, fue cedido al Legnago de la Serie C, donde totalizó 37 partidos y 1 gol.

### S. S. C. Napoli
En 2021, volvió al Napoli siendo incorporado al primer equipo por el entrenador Luciano Spalletti. El 20 de septiembre del mismo año, debutó en la Serie A sustituyendo a Mário Rui en la victoria por 4 a 0 ante el Udinese. El 4 de noviembre se produjo su debut en la Liga Europa; jugó los últimos siete minutos del partido de visitante contra el Legia de Varsovia (1-4 para los napolitanos). El 3 de abril de 2022, jugó su primer partido como titular en el Napoli, con una victoria por 1 a 3 en el campo del Atalanta. En su primera temporada con los napolitanos totalizó 13 presencias.
El 4 de octubre de 2022 debutó en la Liga de Campeones, sustituyendo al capitán Giovanni Di Lorenzo en los minutos finales del partido de visitante ante el Ajax de Ámsterdam, cuyo resultado fue un contundente 1-6 a favor del Napoli.

#### Cesiones
En enero de 2023 fue cedido a la Sampdoria hasta el final de la temporada; con los blucerchiati sumó 23 presencias y 2 goles. En enero de 2024 fue enviado en préstamo a la Salernitana, mientras que en julio del mismo año fue cedido al Genoa.

## Estadísticas

### Clubes
Actualizado al último partido disputado el 17 de mayo de 2025.
| Club                            | Div.          | Temporada     | Liga  | Liga  | Copas nacionales | Copas nacionales | Copas internacionales | Copas internacionales | Total | Total |
| Club                            | Div.          | Temporada     | Part. | Goles | Part.            | Goles            | Part.                 | Goles                 | Part. | Goles |
| ------------------------------- | ------------- | ------------- | ----- | ----- | ---------------- | ---------------- | --------------------- | --------------------- | ----- | ----- |
| F. C. Legnago Salus · Italia    | 3.ª           | 2020-21       | 37    | 1     | 0                | 0                | —                     | —                     | 37    | 1     |
| F. C. Legnago Salus · Italia    | Total club    | Total club    | 37    | 1     | 0                | 0                | 0                     | 0                     | 37    | 1     |
| S. S. C. Napoli · Italia        | 1.ª           | 2021-22       | 12    | 0     | 0                | 0                | 1                     | 0                     | 13    | 0     |
| S. S. C. Napoli · Italia        | 1.ª           | 2022-23       | 1     | 0     | 0                | 0                | 2                     | 0                     | 3     | 0     |
| U. C. Sampdoria · Italia        | 1.ª           | 2022-23       | 22    | 2     | 1                | 0                | —                     | —                     | 23    | 2     |
| U. C. Sampdoria · Italia        | Total club    | Total club    | 22    | 2     | 1                | 0                | 0                     | 0                     | 23    | 2     |
| S. S. C. Napoli · Italia        | 1.ª           | 2023-24       | 4     | 0     | 1                | 0                | 1                     | 0                     | 6     | 0     |
| S. S. C. Napoli · Italia        | Total club    | Total club    | 17    | 0     | 1                | 0                | 4                     | 0                     | 22    | 0     |
| U. S. Salernitana 1919 · Italia | 1.ª           | 2023-24       | 17    | 0     | 0                | 0                | ―                     | ―                     | 17    | 0     |
| U. S. Salernitana 1919 · Italia | Total club    | Total club    | 17    | 0     | 0                | 0                | 0                     | 0                     | 17    | 0     |
| Genoa C. F. C. · Italia         | 1.ª           | 2024-25       | 31    | 1     | 2                | 0                | ―                     | ―                     | 33    | 1     |
| Genoa C. F. C. · Italia         | Total club    | Total club    | 31    | 1     | 2                | 0                | 0                     | 0                     | 33    | 1     |
| Total carrera                   | Total carrera | Total carrera | 124   | 4     | 4                | 0                | 4                     | 0                     | 132   | 4     |